# Dasychira kivuensis
Dasychira kivuensis är en fjärilsart som beskrevs av Collenette 1939. Dasychira kivuensis ingår i släktet Dasychira och familjen tofsspinnare. Inga underarter finns listade i Catalogue of Life.